# Metralladora de propòsit general

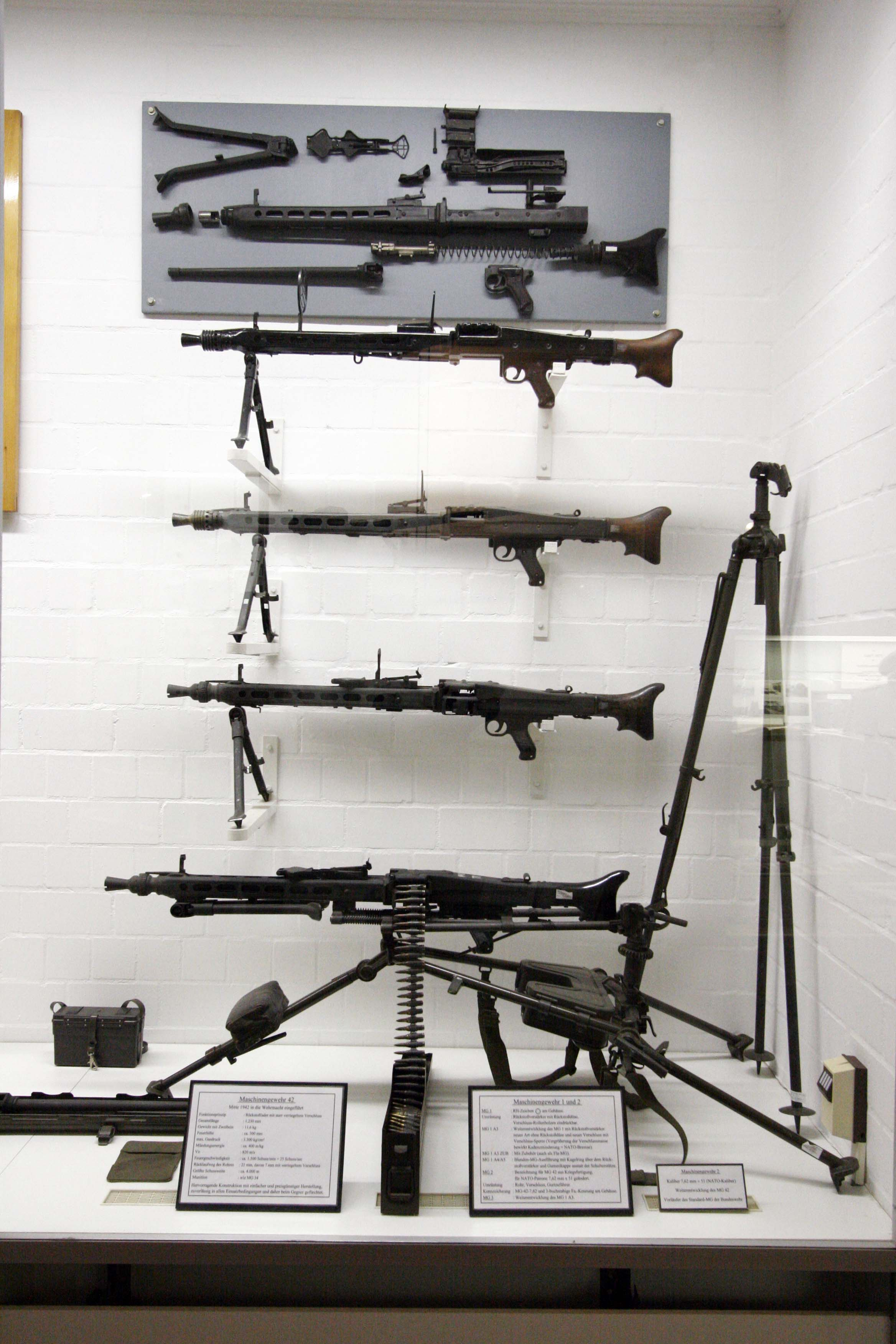
Metralladora MG 42 exposada amb diferents configuracions: tres bípedes i dos trípodes, un de pesant i un d'antiaeri.

Una metralladora de propòsit general, també coneguda per les sigles angleses GPMG de general-purpose machine gun, és un tipus de metralladora refrigerada per aire, alimentada amb cintes de cartutxos d'alta potència i amb capacitat de canviar ràpidament de canó. Aquestes característiques permeten que, amb canvis menors, aquest tipus d'arma sigui usada en una gran varietat de rols.
Aquest tipus de metralladora va aparèixer com a concepte durant la Primera Guerra Mundial amb el nom de metralladora universal o einheitsmaschinengewehr i seria el Reichswehr qui ho materialitzaria amb la MG 34, introduïda el 1934, considerada la primera metralladora de propòsit general. Posteriorment, molts països en dissenyarien els seus propis models.

## Història
Durant la Primera Guerra Mundial la metralladora va esdevenir un dels mitjans més efectius per fer foc de supressió i desgastar l'enemic. Armes com la MG 08 alemanya o la Vickers britànica, derivades de la metralladora Maxim, podien disparar fins a 450 bales per minut, però eren molt pesants i només eren aptes per al tir des de posicions defensives.
Les forces de l'Entente, per dotar d'aquesta potència de foc a les forces d'assalt, van començar a dissenyar metralladores lleugeres: la Lewis Gun, el Browning Automatic Rifle… Els alemanys també van intentar-ne fer, basant-se en la metralladora MG 08, però es va acabar la guerra sense arribar-ho a aconseguir. Tot i això, l'exèrcit alemany va començar a discutir la idea d'una Einheitsmaschinengewehr, o metralladora universal.

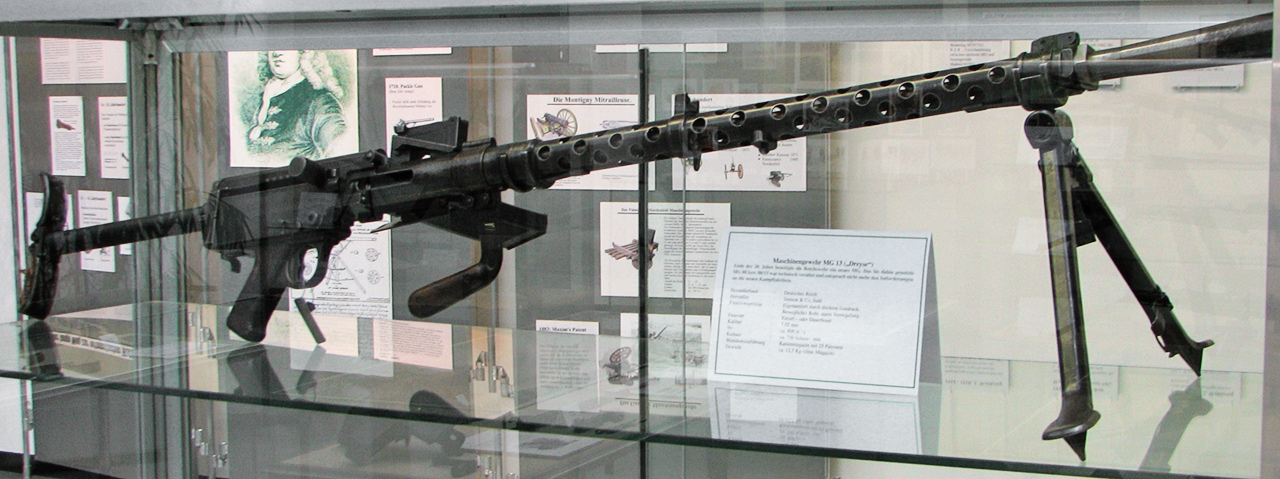
La MG 13, tot i tenir elements característics de les metralladores de propòsit general, encara tenia mancances com el carregador de només 25 cartutxos.

Amb el Tractat de Versalles el nombre de metralladores a Alemanya es va limitar a 792 metralladores mitjanes i 1.134 metralladores pesants. Esquivant aquestes imposicions, amb les empreses amb fàbriques fora del país, Alemanya va continuar el desenvolupament armamentístic, amb la idea de la metralladora universal sempre present. L'empresa Dreyse va produir les metralladores Gerät 13a i Gerät 14, seguint aquesta tendència, amb el canó refrigerat per aire, muntura bípede i amb un carregador de 25 bales. En aquests models, especialment la Gerät 13a, es va basar la MG 13, la primera metralladora oficial produïda a Alemanya després de la Gran Guerra. Altres empreses alemanyes, també van presentar models en aquesta direcció. Solothurn va dissenyar una metralladora amb un canvi ràpid de canó, la S 2-200; i Màuser també va presentar la metralladora LMG32, amb mecanisme operat per retrocés i també amb canvi ràpid de canó.
Aquests diferents dissenys van influir definitivament en la que seria realment la primera metralladora de propòsit general, la MG 34. L'any 1932 el Reichsministerium va ordenar a diferents companyies el desenvolupament d'un metralladora amb les següents característiques: lleugera, simple d'operar, amb canvi ràpid de canó, amb capacitat de disparar tret a tret i amb dues cadències de tir en automàtic.
La primera variant, de la qual se'n van fabricar 300 unitats al voltant del 1935, va ser àmpliament modificada fins a la seva entrada en servei a l'exèrcit alemany el 24 de gener de 1939.
Després de ser provada en combat, i encara que esdevingués un autèntic èxit, s'hi van detectar 2 errades: era difícil de fabricar, necessitava mà d'obra experimentada, i sovint s'encasquetava als entorns polsegosos del nord d'Àfrica i del front oriental.
Per això es va encarregar una nova metralladora universal a tres companyies: Großfuß, Rheinmetall-Borsig i Stübgen. La primera, tot i ser la menys experimentada en manufactura d'armes, va ser la que va obtenir el disseny més prometedor, capaç de ser facturada en 75 hores, la meitat del temps que es tardava a fabricar una MG 34, i a més a més incorporava un canvi molt ràpid de canó amb una cadència de foc de fins a 1.500 bales per minut. Ràpidament es va introduir a producció el desembre de 1941 i, després de provar-se, va entrar a producció el 1942 obtenint el nom de MG 42 i esdevenint una de les armes més emblemàtiques de l'Alemanya nazi.

## Dissenys posteriors
Acabada la Segona Guerra Mundial molts estats van desenvolupar les seves pròpies metralladores de propòsit general. Molts països van optar per copiar la MG 42, fins i tot Alemanya, que va haver d'aplicar enginyeria inversa per fabricar la que acabaria sent la MG 3, ja que tota la informació sobre l'arma es va destruir durant la guerra.

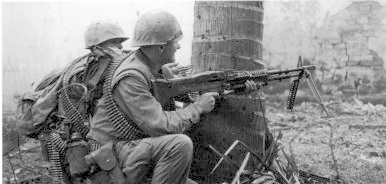
Marines dels EUA disparen una M60 durant la batalla de Hue l'any 1966.

La primera metralladora de propòsit general notable fabricada durant la post-guerra seria la AAT-52, del francès Arme Automatique Transformable Modele 1952. Va ser una arma dissenyada ràpidament per la necessitat de simplificar el flux logístic de material cap a la Primera Guerra d'Indoxina. Amb certes reminiscències de la MG 42, és una arma amb una cadència de 900 bales per minut, que pesa 9,75 kg, té un abast efectiu de 600 m i que s'usa en molts rols.
Poc després, l'any 1957, els EUA desenvoluparien el seu propi model, la metralladora M60, que basava bona part dels seus mecanismes en el fusell FG 42 i la metralladora MG 42. En comparació, però, es va simplificar el sistema de retrocés per gas i es va fer un canvi de canó diferent. La cadència és de 600 bales per minut, pesa 10,5 kg i té un abast efectiu de 1.100 m.

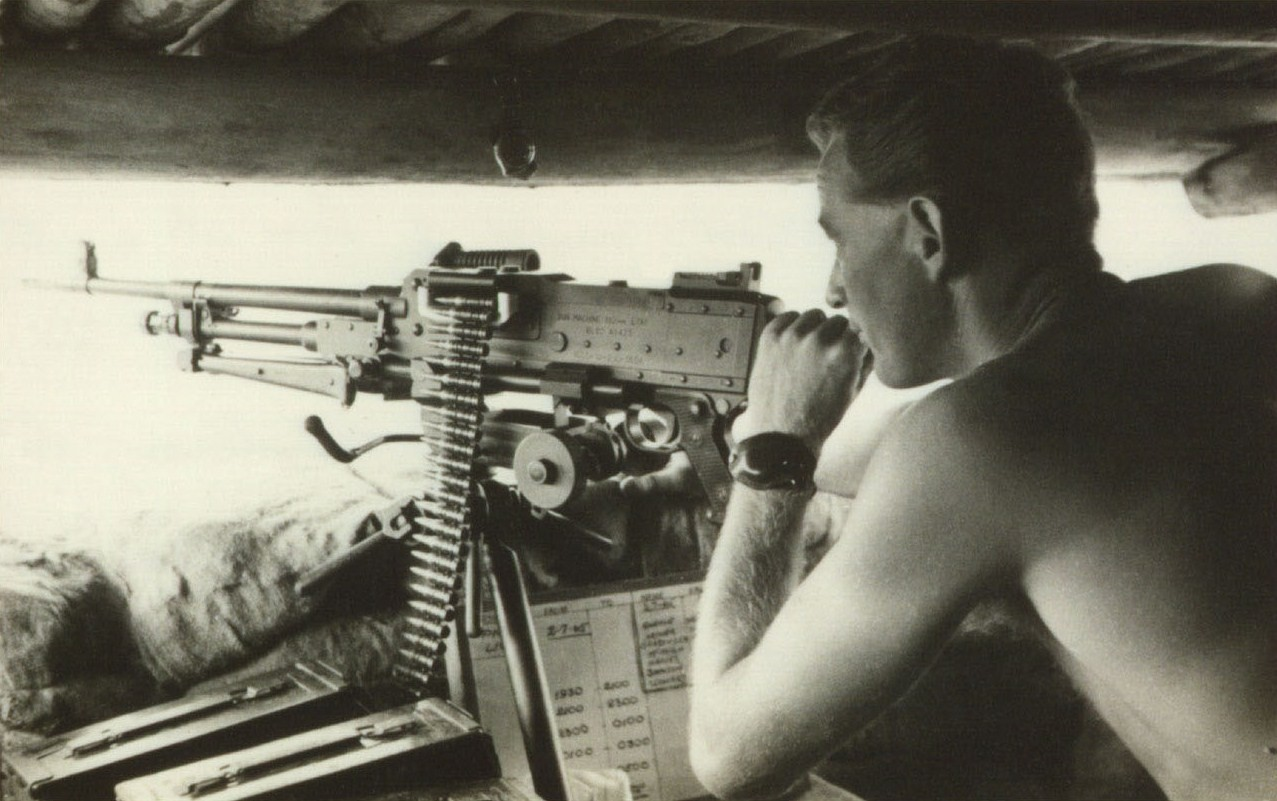
Un soldat australià serveix una metralladora FN MAG l'any 1965 durant la confrontació indonesi-malaia.

Dos anys més tard apareixeria un dels dissenys més importants d'armes fins al dia d'avui, la FN MAG, del francès Fabrique Nationale Mitrailleuse d'Appui General. Aquesta metralladora d'origen belga, amb fortes influències de la MG 42 i el Browning Automatic Rifle va entrar a producció l'any 1958 i va esdevenir una de les principals armes de l'OTAN. La cadència és d'entre 650 i 1.000 bales per minut, amb un pes d'uns 12 kg i un abast efectiu de 800 m.
Finalment, l'any 1961, apareixeria l'últim gran model amb la metralladora PK soviètica. Adaptant el famós mecanisme AK-47 del dissenyador d'armes Mikhaïl Kalàixnikov, la PK es va convertir en una de les principals armes del bloc comunista. La cadència de foc és d'unes 700 bales per minut, amb un pes de 9 kg i un abast efectiu de 1.000 m.